# Sans papiers ni crayon
Pour plus de détails, voir Fiche technique et Distribution.
Sans papiers ni crayon est un documentaire de Marie Borrelli, sorti en 2006, d'une durée de 52 minutes.

## Synopsis
L'auteur expose par les témoignages filmés d'enfants d'étrangers en situation irrégulière, les séquelles psychologiques et surtout sociales des politiques menées pour endiguer l'immigration clandestine[réf. nécessaire]. Le film évoque le non-respect de la convention des droits de l'enfant et des droits de l'homme[réf. nécessaire].
Selon les témoignages de personnes filmées, les enfants d'étrangers en situation irrégulière souffrent de conditions de vie difficiles et inhumaines, contraires à la Convention des droits de l'enfant et aux Droits de l'homme.

## Fiche technique
- Titre : Sans papiers ni crayon
- Réalisation : Marie Borrelli
- Scénario : Marie Borrelli
- Photographie : Philippe Lafaix
- Montage : Barbara Chiarazzo
- Société de production : Injam Production
- Pays :  France
- Genre : Documentaire
- Durée : 52 minutes
- Dates de sortie : 
  -  France : 2006

## Histoire du film
Bien que diffusé dans plusieurs pays hors de France et malgré l'accueil du public et la récompense importante du Prix du Grand Jury au Festival du film d'éducation, ce documentaire a été refusé par toutes les chaines nationales de télévision française.
Il a cependant été diffusé publiquement plus d'une centaine de fois, souvent suivi d'un débat avec l'auteure et grâce au soutien de RESF. Il a alors été unanimement salué par le public[réf. nécessaire] comme un document informatif, lucide, dur mais salutaire, car évoquant des conditions de vie inimaginables et indignes pour des enfants vivant en France, pays ayant signé la Convention des droits de l'enfant.
La presse lui a fait un très bon écho[réf. nécessaire].
Diffusion parallèle...
À force d'être plébiscité sur l'Internet et refusé par les chaînes de télévision, ce film a acquis la réputation d'être un film censuré.
Des extraits du film sont visibles sur l'Internet et notamment sur le site de la réalisatrice, Marie Borrelli.
Le film fait aussi partie du réseau des bibliothèques et peut être emprunté et consulté à titre gratuit. 

### Récompenses
- Prix du Grand Jury au Festival du film d'éducation
- Lauréate Bourse Brouillon d'un rêve, Scam